# Северский Донец
Се́верский Доне́ц (укр. Сі́верський Доне́ць) — река юга Восточно-Европейской равнины, протекающая через Белгородскую и Ростовскую области России, Харьковскую, Донецкую и Луганскую области Украины, правый (наибольший) приток Дона. Седьмая по величине река Украины и важнейший источник пресной воды на востоке этой страны. Иногда также ошибочно может называться Северный Донец (из-за часто применяемых сокращений в написании — Сев. Донец или С. Донец), в XVII—XVIII веках — Северной Донец. В честь реки назван Донецкий угольный бассейн, историко-культурный регион Донбасс, города Донецк и Северодонецк.

## Этимология
Название река получила из-за того, что текла из Северской земли (Северского княжества), в отличие от истоков Дона, о чём и пишет путешественник XVI века Александр Гваньини: «Есть также другой, малый Танаис, который берёт своё начало в Северском княжестве (поэтому он называется Донец Северский) и выше Азова впадает в большой Танаис».

## География
Северский Донец — самая крупная река восточной Украины и наиболее крупный приток Дона. Общая протяжённость реки составляет 1053 км, площадь водосборного бассейна — 98 900 км², среднегодовой расход воды при впадении в Дон 200 м³/с.
Северский Донец берёт начало на Среднерусской возвышенности, около села Подольхи в Прохоровском районе Белгородской области России. Координаты истока 51°00′ с. ш. 36°59′ в. д., высота истока около 200 м над уровнем моря. В бассейне Северского Донца свыше 3000 рек, из которых 425 имеют длину более 10 км и 11 рек — более 100 км. Свыше тысячи из них непосредственно впадают в Северский Донец. Питание Северского Донца преимущественно снеговое, поэтому расход воды в течение года неравномерен. Весеннее половодье занимает около двух месяцев с февраля по апрель, в этот период вода поднимается на 3—8 м.
Ширина русла в основном колеблется от 30 до 70 м, иногда достигая 100—200 м, а в зоне водохранилищ — 4 км. Дно русла преимущественно песчаное, неровное, с колебанием глубины от 0,3 м на перекатах до 10 м на плёсах.
Река зимой замерзает с поверхностной толщиной льда от 20 до 50 см. Период замерзания обычно составляет два-три месяца с середины декабря по конец марта.
Северский Донец впадает в Дон в 218 км от его устья на высоте 5,5 м над уровнем моря. Таким образом, падение реки составляет 195 м, средний уклон 0,18 м/км. Скорость течения Северского Донца небольшая, на некоторых участках практически нулевая, от 0,15 м/с у Чугуева до 1,41 м/с у Лисичанска.

## Течение
- Северский Донец возле Шипиловки
- Северский Донец в Харьковской области (Змиевской район)
- Вид на Печенежское водохранилище из космоса
- Донец в Луганской области у Шипиловки
- Река на границе Харьковской и Белгородской областей, около Волчанска

На большей части течения река имеет широкую долину: от 8—10 км в верховьях до 20—26 км в нижнем течении.
Долина на большем протяжении асимметричная. Правый берег высокий (иногда встречаются меловые скалы), сильно расчленён оврагами, левый пологий, у него размещается пойма с многочисленными старицами, озёрами и болотами, самое крупное из которых — озеро Лиман. Русло реки отличается извилистостью, особенно до впадения реки Оскол. На реке (в верхнем и среднем течении) много перекатов, быстрин, небольших порожков, завалов.
В верхнем течении (до Белгорода) перекрыт плотинами и состоит из нескольких небольших водохранилищ. Ниже, после впадения реки Волчья расположено Печенежское водохранилище, снабжающее водой город Харьков. Ниже Печенежского водохранилища в Донец впадают река Уды и крупнейший приток Северского Донца Оскол. Далее долина расширяется, в пойме много стариц. В среднем течении Северский Донец подпитывается водами реки Днепр через канал Днепр — Донбасс, а ниже ответвляется канал Северский Донец — Донбасс, снабжающий водой Донецкий каменноугольный бассейн. В районе Донецка (Ростовская область) река пересекает Донецкий кряж и течёт в узкой долине с крутыми и скалистыми склонами. В нижнем течении на протяжении 230 км река шлюзована, отличается слабым течением и преимущественной шириной 100—200 м. Близ устья река разбивается на три рукава.
Важнейшие объекты на Се́верском Донце́  (от истока к устью)
| Страна       | Область      | Расст. от устья, км | Расст. от истока, км | Название                   | Тип               | Примечание                                                            |
| ------------ | ------------ | ------------------- | -------------------- | -------------------------- | ----------------- | --------------------------------------------------------------------- |
| Флаг России  | Белгородская | 1053                | 0                    |                            | исток             | близ села Подольхи Прохоровского района                               |
| Флаг России  | Белгородская | 990                 | 63                   | Белгород                   | город             |                                                                       |
| Флаг России  | Белгородская | 990                 | 63                   | Белгородское водохранилище |                   |                                                                       |
| Флаг Украины | Харьковская  | 940                 | 113                  | Печенежское водохранилище  |                   |                                                                       |
| Флаг Украины | Харьковская  | 874                 | 179                  | Печенеги                   | посёлок гор. типа | ← среднегод. расход 24,5 м³/с                                         |
| Флаг Украины | Харьковская  | 837                 | 216                  | Чугуев                     | город             | ← среднегод. расход 20,5 м³/сек                                       |
| Флаг Украины | Харьковская  | 634                 | 419                  | Берека                     | правый приток     | устье канала Днепр — Донбасс                                          |
| Флаг Украины | Харьковская  | 600                 | 453                  | Изюм                       | город             | ← среднегод. расход 52 м³/сек                                         |
| Флаг Украины | Харьковская  | 580                 | 473                  | Оскол                      | левый приток      | крупнейший приток Северского Донца — длина 472 км, бассейн 14 680 км² |
| Флаг Украины | Донецкая     | 518                 | 535                  | Райгородок                 | посёлок гор. типа | ← начало канала Северский Донец — Донбасс                             |
| Флаг Украины | Луганская    | 482                 | 571                  | Рубежное                   | город             |                                                                       |
| Флаг Украины | Луганская    | 432                 | 621                  | Лисичанск                  | город             | ← среднегод. расход 106 м³/с                                          |
| Флаг Украины | Луганская    | 430                 | 623                  | Северодонецк               | город             |                                                                       |
| Флаг Украины | Луганская    | 306                 | 747                  | Луганск                    | город             |                                                                       |
| Флаг России  | Ростовская   | 222                 | 831                  | Донецк                     | город             | ← начало судоходной зоны                                              |
| Флаг России  | Ростовская   | 197                 | 856                  | Каменск-Шахтинский         | город             | ← среднегод. расход 159 м³/с                                          |
| Флаг России  | Ростовская   | 0                   | 1053                 |                            | устье             | в 218 км от впадения Дона в Азовское море.                            |

 см. также: Полный список объектов на Северском Донце 

## История
Как и многие другие реки, Северский Донец играл важнейшую роль в жизни древнего человека. Река не только служила источником воды и пропитания, но позднее средством передвижения, защитным рубежом и торговым путём. Кроме этого, до возникновения картографии реки служили естественными рубежами расселения племён и народов. Люди селились на территории бассейна Северского Донца с давних времён.

### Каменный век

#### Палеолит
Первые археологические свидетельства относятся к шелльской и ашельской эпохам раннего палеолита. Каменные орудия (рубила), относящиеся к этим эпохам, обнаружены исследователями на берегах Северского Донца в Изюмском районе Харьковской области, в Луганской области.
Однако первые обнаруженные стоянки людей в бассейне Донца относятся к мустьерской эпохе среднего палеолита. Исследованы несколько таких стоянок в Луганской и Ростовской областях. В бассейне Северского Донца известен целый ряд памятников позднего палеолита. Такие стоянки обнаружены около Балаклеи, южнее Изюма, севернее Луганска и в нижнем течении реки в Ростовской области. На этих стоянках обнаружены кремнёвые орудия и изделия из кости. Например, у села Щуровки Балаклейского района найдены такие орудия вместе с костями мамонта. Хорошо исследована Миньевская стоянка у села Богородичного в Славянском районе Донецкой области, относящаяся к мадленской эпохе палеолита. В целом, по археологическим данным, к концу палеолита большая часть бассейна Северского Донца уже была населена первобытными людьми.

#### Мезолит
Исследователи обнаружили множество мезолитических стоянок в бассейне Северского Донца. Наиболее высокая плотность в среднем течении от Изюма до Луганска. Все мезолитические стоянки обладают характерными особенностями (многочисленные призматические нуклеусы, свидетельства охоты на диких лошадей и тому подобное), что свидетельствует об этнической однородности племён, обитающих в бассейне. В мезолитических стоянках обнаружены древнейшие украшения бассейна, сделанные из моллюсков Чёрного моря, окрашенных красной охрой. Это, в частности, свидетельствует о контактах этих племён с людьми, населявшими южную Украину.

#### Неолит
Почти все неолитические поселения бассейна также были расположены вдоль берегов Северского Донца и его притоков. Обнаружены археологические свидетельства одомашнивания быка, в устье реки Оскол обнаружен древнейший чёлн, выдолбленный из ствола дерева. Возникает характерная для центральной Украины гребенчато-накольчатая керамика. Некоторые исследователи считают, что сходство неолитических памятников Северского Донца и одновременных памятников на территории Полтавской, Черниговской, Киевской, Черкасской, Запорожской и Волынской областей позволяет объединить все эти неолитические памятники в одну днепро-донецкую культуру.
- Образцы неолитической керамики, Харьковская область

### Энеолит
Во времена энеолита происходит культурное отделение бассейна Северского Донца от центральной Украины. В то время, когда в бассейне Днепра, Ворсклы и на северо-западе Украины развивается трипольская культура, в бассейне Северского Донца обитали племена древнеямной культуры. Например, в отличие от трипольской культуры, которая была в основном земледельческой, древнеямная и многие последующие культуры бассейна Донца были в основном скотоводческими. Это даёт основания большинству исследователей исключить бассейн Северского Донца из зоны зарождения славянских племён. Однако существует противоположное мнение, базирующееся в основном на сходстве племён эпохи неолита.
Древнеямная культура, впервые выделенная в Изюмском уезде Харьковской губернии, характерна специфическими захоронениями с использованием охры в качестве красителя. Эти захоронения имели форму ямы, перекрытой брёвнами, с насыпью, образуя курганы. Курганы именно этой культуры считаются древнейшими в мире. Древнеямная культура была распространена значительно шире бассейна Северского Донца: она распространялась на юг до предгорий Крыма, на восток до Волги.

### Бронзовый век
С начала II тысячелетия до н. э. в бассейне Северского Донца обитали племена катакомбной культуры. Катакомбная культура развивалась на основе древнеямной, охватывала похожую территорию. Существуют археологические свидетельства самостоятельного выплавления меди племенами катакомбной культуры, которые использовали медные месторождения Донецкой области. С середины II тысячелетия до н. э. в бассейне Северского Донца катакомбная культура сменяется срубной, которая зародилась на территории Поволжья.
С VII века до н. э. на основе катакомбной культуры складывается скифская. Скифы занимались кочевым скотоводством и оставили немного памятников. В основном это захоронения в виде курганов, в которых найдено множество характерных изделий из бронзы. С VII века до н. э. весь бассейн Северского Донца — «скифская» территория.
С этого же времени появляются первые письменные источники о бассейне Северского Донца. Геродот неоднократно упоминает Северский Донец и скифов в Истории, однако как у Геродота, так и впоследствии в русских летописях с названиями Дон и Донец систематически возникает путаница. По-видимому, в то время часто считали основной рекой Северский Донец вместе с 218-километровым участком Дона до впадения в Азовское море, а сам Дон лишь её притоком. Таким образом, Северским Донцом иногда (ошибочно) считается Сиргиз (др.-греч. Σύργις), а иногда Танаис (др.-греч. Τάναϊς). Названия Дон, Донец и Танаис по распространённой версии происходят от скифского (древне-иранского) «дану» — река. Сторонники славянского заселения бассейна приводят другую этимологию от имени славянского божества «Дана-Тана».
- Керамика срубной культуры, река Оскол

### Железный век

#### Кочевники
Приблизительно до III века до н. э. в бассейне Северского Донца по-прежнему жили скифы. Помимо массовых находок различных железных изделий, которыми пользовались скифы, в бассейне Северского Донца (село Городище Луганской области) обнаружены остатки древних плавильных горнов (IV век до н. э.), расположенных рядом с выходами железной руды. В III веке до н. э. в скифские земли вторглись сарматы вместе со своими союзниками языгами, роксоланами и аланами. Сарматы, так же как и скифы, вели кочевой образ жизни, проводили опустошительные набеги. На территории бассейна Северского Донца остались следы временных стоянок и сарматских погребений. Такие погребения обнаружены у реки Береки, у Балаклеи, близ Изюма. На территории Харьковской области также обнаружены несколько погребений роксоланов. Геродот, описывая сарматов, указывает на необычную для Греции роль женщины у сарматов и помещает легендарных амазонок в бассейн Северского Донца. По распространённому мнению, легенда связана с частично сохранившимся у сарматов матриархатом. С I века нашей эры в племенном союзе доминирующую роль играют аланы.
В 375 году н. э. аланский племенной союз разрушают гунны. Нашествие жестоких кочевников из Азии прокатилось до Южной Европы. Само гуннское объединение было непрочным и распалось после смерти Аттилы в 453 году. В VI—VII веках в бассейне Донца сменяются несколько групп кочевников, в их числе авары и болгары.

#### Салтово-маяцкая культура и славянские поселения
С VIII по X век бассейн Северского Донца оказался в орбите влияния Хазарского каганата. Владычество хазар способствовало установлению стабильности, которая привела к оседанию кочевников на землю и создала благоприятные условия для колонизации Подонья пришлыми племенами. Археологически здесь возникает и развивается салтово-маяцкая культура. Её представители вели оседлый, земледельческий образ жизни, изготовляли посуду на гончарном круге и самостоятельно выплавляли железо. На основании единовременных и в то же время совершенно различных погребений археологи делают вывод, что состав салтово-маяцкой культуры был многонационален. В степи продолжали жить тюркские племена, их археологические следы стали более уловимыми, поскольку они стали жить в стационарных поселениях. В лесостепи основное население составили аланы, переселившиеся сюда из Предкавказья в середине VIII века. Вдоль правого берега реки в этом районе была сооружена густая сеть мощных укреплений — каменных крепостей. В настоящее время обнаружено 11 их остатков. Каждая крепость сопровождалась поселениями, тянущимися на 2—3 км вокруг. Самые крупные из них, например городище Верхний Салтов, требовали очень больших ресурсов и могли быть построены только при участии государственной власти. Полагают, что так была обозначена северо-западная граница Хазарии.
Одновременно с аланской колонизацией с другого направления шло расселение славянских племён. Есть мнение, что некоторые образцы керамики, обнаруженные на салтовских городищах, суть славянские. Однако другие исследователи указывают на отсутствие достаточных оснований для таких утверждений. В любом случае севернее Змиёва, в верховьях бассейна Северского Донца, в VIII—X веке жили славянские племена вятичи и северяне. Именно северяне дали Северскому Донцу вторую часть его названия. Археологически их памятники представлены Роменской и Борщевской культурами. Некоторые исследователи, опираясь на сведения о легендах о происхождении славян от роксолан (русколан) и сарматов, а также указание сирийского источника на племя «рус» в бассейнах Северского Донца и Дона, считают донецкий бассейн одним из древнейших центров русской государственности и местом расположения Русского каганата.
С возникновением Древнерусского государства между Киевом и Хазарией за территорию бассейна Северского Донца развернулась борьба, которая закончилась в X веке победой Киева.

#### Тмутараканское княжество
После падения Хазарии регион оказался в составе русского Тмутараканского княжества. Одним из самых значительных раннеславянских поселений стал город Донец Новгород-Северского княжества на территории нынешнего Харькова. Северский Донец под именем Великий Дон упоминается в Слове о полку Игореве. Всё же, что сказано в «Слове…» про Донец, относится к Удам; в частности, диалог Игоря Святославича с рекой.
Русские летописи аналогично греческим историкам регулярно путают Дон и Северский Донец (то есть в домонгольский период называли Донцом современные Уды, на которых стоял город Донец, а современный Донец до устья Дона в Азовском море — Доном либо Великим Доном). Часто, когда в летописных документах упоминается Дон, речь идёт о Северском Донце.

#### Половцы, Золотая орда
Вскоре многие славянские поселения в бассейне Северского Донца, включая город Донец, были разрушены. Здесь утвердились половцы. Из летописных источников известно, что на Северском Донце было несколько половецких городов: Шарукань, Сугров и Балин, но точное их расположение не установлено. На территории Харьковской области сохранилось множество половецких погребений и статуй, которые часто называют «скифскими бабами». На самом деле эти статуи изображают как женские, так и мужские фигуры, использовались именно половцами, а слово баба возникло от тюркского «балбал» — статуя. В XI—XII веках город Донец восстанавливался на своём прежнем месте, затем снова разрушался, однако, в конце концов, объединение различных кочевнических племён под властью монголов, так называемые «монголо-татары», нанесли Древнерусскому государству сокрушительный удар.
После татаро-монгольского нашествия территория бассейна Северского Донца вошла в Золотую орду. Однако большинство народов, населяющих орду, вели кочевнический образ жизни, поэтому после её постепенного распада многие племена покинули бассейн Северского Донца. К XV веку здесь образовалось малонаселённое так называемое Дикое поле. В XVII веке различали крымскую и ногайскую сторону Северского Донца

#### Казачьи поселения
С XV—XVI веков началась постепенная миграция славянского населения. В основном это были казаки, расселявшиеся в поймах рек Днепра (находилась в это время под управлением Польши) и Дона (находилась под управлением Русского царства). Сначала казачьи поселения в Диком поле были самостоятельными, имели собственные органы самоуправления и избирали гетманов и воевод. Казаки часто совершали разбойничьи набеги на окружающие поселения, воевали с Крымским ханством. С конца XVI века со строительством Белгородской засечной черты в верховьях реки создаются помещичьи владения и поселения стрельцов, пушкарей и детей боярских (например, село Соломино). В среднем и нижнем течении Северского Донца (главным образом на левом берегу) доминировали поселения донских казаков вплоть до восстания Кондратия Булавина. После подавления восстания донское казаческое население этого субрегиона, в котором и началось восстание, частично бежало (например, 500—600 семей некрасовцев на Кубань), частично было истреблено и выселено, возвращаясь постепенно в пойму среднего левобережья, собственно, Северского Донца, с большими препятствиями и притеснениями (в этот период у местного коренного населения даже развилась система двойных фамилий — старых, продолжавших использоваться в быту, и используемых в официальных отношениях после возвращения новых), а среднее течение рек Оскол и Айдар заселяли после Хмельниччины запорожские казаки, принимаемые московским царём как беженцы и селившиеся на льготных условиях, начав историю субрегиона Слободской Украйны земли же правого берега среднего течения вошли позже в состав Новороссии и заселялись уже главным образом неказаческим населением).

### Российская империя и Советский Союз
Постепенно усиление Российской империи привело к потере казаками Дикого поля и своей самостоятельности и к включению их в русское войско. С XVI—XVII века заселение бассейна Северского Донца шло, в основном, под контролем российской власти. В этот период перестраивается крепость Белгорода, основываются города Харьков, Изюм, Луганск, Чугуев и другие. До XVIII века Северский Донец играл роль защитной линии от набегов кочевников с юго-востока, каждый из городов, основанных на Северском Донце, должен был строить защитные сооружения по планам, утверждаемым в Москве. Постепенно с расширением территории Российской империи, особенно после завоевания Крыма, защитная роль Северского Донца уступила место экономическим нуждам.

В XVII—XIX веках река интенсивно использовалась для работы водяных мельниц. К концу XVIII века количество мельниц на Донце уже исчислялось сотнями, а мельничные плотины окончательно лишили возможности использовать Северский Донец для судоходства.
С XIX века начинается индустриализация Российской империи, которую продолжил Советский Союз. Промышленников, в основном, интересовал Донбасс как источник полезных ископаемых. В Харькове, Луганске, Донецке и других городах возникают сотни промышленных предприятий, которые начинают потреблять воду Северского Донца. Для выплавки одной тонны чугуна требуется 30 м³ воды, 500 м³ воды нужно для каждой тысячи киловатт-часов электроэнергии, даже для каждой тонны добытого угля требуется тонна воды. К тысяча девятьсот тридцатым годам Харькову и Донецку уже катастрофически не хватает пресной воды, что вынуждает власти постепенно создать целую сеть каналов и водохранилищ. Таким образом, на многих своих участках Северский Донец утрачивает своё природное очарование, теряет большую часть своей фауны и превращается в промышленный придаток.
В административном делении СССР территория Дикого поля в основном была отнесена к Украинской ССР, а после распада СССР вошла в состав Украины.

### 2014—2022
С 2014 до 2022 года по реке Северский Донец проходила часть линии разграничения между территориями, подконтрольными Украине и самопровозглашённой ЛНР — от населённого пункта Знаменка на западе до точки выхода на границу с Российской Федерацией на востоке. На мосту в районе посёлка Станица Луганская на шоссе Р-22 имеется единственный пункт пропуска для мирного населения между территориями, подконтрольными Украине и ЛНР. По этому мосту было возможно лишь пешее или велосипедное перемещение. Около города Счастье на шоссе Р-21 есть ещё один мост через реку.

### 2022 год
В ходе боевых действий река вместе с притоками использовались и используются в качестве естественных рубежей обороны. Некоторые мосты уничтожены. В мае в ходе неудачной операции по форсированию реки войска РФ понесли одни из самых больших потерь в ходе войны РФ с Украиной 2022 года.

## Экономика
Северский Донец — важнейший источник пресной воды для востока Украины. Главный источник воды для городов Харьков, Донецк, Луганск и других. С начала XX века в бассейне Северского Донца начала ощущаться нехватка пресной воды, что инициировало ряд гидрологических проектов. В 1936 году на месте современного Печенежского водохранилища было сооружено Кочетокское водохранилище, соединённое с харьковским водопроводом. К пятидесятым годам этого оказалось недостаточно, и в шестидесятые годы (в основном к 1964 г.) было сооружено Печенежское водохранилище ёмкостью 400 млн м³. Около 75 % водоснабжения Харькова осуществляется из Печенежского водохранилища.
Для снабжения пресной водой южного Донбасса, включая Донецк, был построен канал Северский Донец — Донбасс, который начинается у Райгородка, а для компенсации водозабора выше по течению Донца был сооружён канал Днепр — Донбасс, соединяющий Днепр с Северским Донцом через русло реки Берека.

### Судоходство
В настоящее время Северский Донец судоходен до российского города Донецка (Ростовская область) (222 км от устья). Судоходство на последнем участке обеспечивают шесть гидроузлов, построенных в 1911—1914 годах.
Судоходство по Северскому Донцу на территории Белгородчины и Слобожанщины существовало в XVII веке снизу вверх вплоть до Белгорода, а в начале XVIII — до Масловой Пристани.
Судоходство на Слобожанщине (до Змиёва, расположенного гораздо ниже Белгорода и Масловой Пристани) было возможно ещё до середины XVIII века. Однако позже вследствие обмеления рек бассейна Донца и самого Северского Донца, а также постройки плотин и запруд судоходство стало невозможным. Во время русско-турецкой войны 1735—1739 годов Северский Донец ещё был судоходен и активно использовался как основной канал снабжения воюющих частей продовольствием из Малороссии, однако в 1788 году судоходство уже было невозможно: русло реки было перегорожено сотнями водяных мельниц.
В конце XIX — начале XX века предпринимался ряд попыток возродить судоходство, в частности ради возможности водной транспортировки полезных ископаемых Донбасса. Одним из энтузиастов проекта был Д. И. Менделеев, писавший о необходимости
«устроить Донец […] для наших русских надобностей […] ибо Донец, по важности интересов в нём замешанных, нужнее всего». Разработчиком проекта стал известный своим вкладом в проект Волго-Донского канала русский гидротехник Нестор Платонович Пузыревский. В 1903—1904 годах он провёл детальное исследование русла Северского Донца и предложил проект восстановления судоходства Северского Донца до города Белгорода, подразумевающий сооружение большого числа шлюзов. Однако реализация его проекта не продвинулась дальше сооружения шести шлюзов в 1911—1914 годах. Дальнейшие работы были прерваны Первой мировой войной и последующими ухудшениями ситуации на Северском Донце. Пассажирского судоходства на реке нет, только перевозка грузов, по предварительным заявкам. Навигация начинается 25.04—8.05 и длится до 22.04—20.11.

## Экология
Будучи одной из крупнейших рек Украины, Северский Донец очень интенсивно используется в хозяйстве. Ежегодно только на территории Украины используется более 2 км³ воды Северского Донца, из которых половина возвращается в виде загрязнённых сбросов, что эквивалентно сокращению стока на 32 м³/с. Таким образом, 20 % стока Северского Донца безвозвратно расходуется, а ещё 20 % сильно загрязняется, при том что для других крупных рек Украины этот показатель не превышает 5 %.
Северский Донец сильно пострадал ещё в XVIII веке, когда были вырублены вековые дубы, растущие вдоль его русла. В XIX веке разработка полезных ископаемых Донбасса снизила уровень подземных вод. Суммарно эти два фактора привели к обмелению реки и прекращению судоходства. С тысяча восемьсот пятидесятых годов общая длина реки сократилась на 20 км. До середины XIX века в Северском Донце было много рыбы (сом, судак, щука, лещ, сазан), однако систематическое загрязнение реки и её притоков отходами и отработанными водами привело к резкому сокращению фауны реки. Индекс загрязнения воды (ИЗВ) колеблется по течению Донца от IV (загрязнённая) до V (грязная). Основные загрязняющие вещества — удобрения, нефтепродукты, фенолы, цинк, медь. На территории Харьковской области вода загрязнена отходами промышленных предприятий Белгорода и Шебекино, сточными сооружениями Харькова (через реку Уды), Харьковской Грэс-2 (посёлок Эсхар), предприятиями Балаклеи и Изюма, но частично очищается Печенежским водохранилищем. В Донецкой и Луганской областях плотность промышленных предприятий резко возрастает, и резко увеличивается загрязнение Северского Донца. Особенно загрязнённым Донец становится после Лисичанска и Северодонецка (430 км от устья). Некоторые притоки Северского Донца (Казённый Торец, Бахмут, Лугань) настолько загрязнены, что в них опасна даже рыбная ловля.

Наиболее чистые участки Донца — от истока до Белгорода и от Печенег до Чугуева. Минерализация воды в Северском Донце составляет 650—750 мг/л, а в зимнее время достигает 1000 мг/л, что, главным образом, вызвано сбросами отработанных вод промышленных предприятий.

## Флора и фауна

### Рыбы
В Северском Донце водится 41 вид рыб. В то же время, загрязнение реки и сильная рекреационная нагрузка привели к существенному уменьшению рыбных запасов реки. Наиболее распространены мелкие виды рыбы: окунь, плотва, краснопёрка, а среди средних и крупных видов (лещ, судак, сом, щука) в настоящее время большие экземпляры встречаются всё реже. В зоне Печенежского водохранилища с 1967 года успешно функционирует крупный рыбопитомник, в котором выращивается карп. Ловля рыбы в Северском Донце ниже впадения реки Казённый Торец становится опасной из-за очень сильного загрязнения реки.

### Земноводные и пресмыкающиеся
На берегах реки, в пойменных болотах можно встретить водяную лягушку, жерлянку, обыкновенных и гребенчатых тритонов, реже встречаются обыкновенный и водяной ужи, а также болотная черепаха. Одним из самых распространённых животных видов, обитающих вблизи Северского Донца, является, несомненно, зелёная жаба. Эти амфибии гнездятся не только вдоль берегов, но зачастую распространяются глубоко по территории нераспаханных лугов в бассейне реки.

### Млекопитающие
Деятельность человека, главным образом распашка степей, привела к исчезновению распространённых ранее в бассейне Северского Донца животных: диких лошадей, степных антилоп, сайгаков, сурков и многих других. Ещё в тысяча девятьсот шестидесятые-семидесятые годы у отдельных притоков Северского Донца, в основном у реки Оскол, водились байбаки, косули, дикий кабан, а у некоторых стариц можно было встретить выхухоль. В настоящее время из млекопитающих в бассейне реки можно встретить следующих грызунов: речного бобра, большого тушканчика, суслика и мышей, представителей отряда хищных речных выдр, норок, ласк, степных и лесных хорьков. Летучие мыши по-прежнему обитают в бассейне реки.

### Птицы
За последние 100—150 лет количество видов птиц, обитающих в бассейне Северского Донца, резко сократилось. Исчезли такие ранее распространённые виды как степные орлы, тиркуши, кречетки, стрепеты, чёрные и белокрылые жаворонки. Перестали гнездиться у реки гуси, лебеди, орлы беркуты, орланы-белохвосты, соколы сапсаны, осоеды, скопы. Эти изменения, в основном, вызваны уничтожением лесов, особенно вековых дубрав, когда-то росших по берегам Северского Донца. Создание искусственных лесополос в шестидесятые годы, в том числе по берегам Северского Донца, привлекло в бассейн реки различных насекомоядных птиц, которые ранее здесь не встречались: горлиц, сорок и жуланов. Среди сохранившихся пока птиц — несколько видов уток и куликов, а также ворона, поганка, дроздовидная камышовка и уже редко встречающиеся цапли, аисты, журавли красавки. Последних, по сведениям наблюдающих их региональных экологов, осталось в районе Святогорска около 12 особей. В перелётный сезон можно также увидеть некоторые виды перелётных птиц: серого гуся, казарку и других.

### Растительность
Ранее вдоль Северского Донца росли вековые дубравы, которые были вырублены в XVIII—XIX веках. Есть сведения о том, что ещё Пётр I использовал лес с берегов Северского Донца для постройки кораблей, участвующих в русско-турецких войнах. Также подавляющее большинство лугов вдоль берегов реки, на которых росли сотни видов разнообразных диких трав, были распаханы к XX веку. В настоящее время сохранилась лишь минимальная часть былых дубов, главным образом в Харьковской области. Севернее Изюма, где проходит граница степи и лесостепи, ещё сохранились пойменные широколиственные леса, а также сосновые леса в районе Чугуева. Большое количество видов диких растений сохранилось вблизи пойменных болот — здесь можно встретить иву, пушистую берёзу, клейкую ольху, ломкий крушинник. Вдоль реки распространён камыш, хвощ топяной, осока, вербейник кистецветный, сабельник болотный и другие виды трав.

## Туризм
Северский Донец считается одной из самых живописных рек Восточно-Европейской равнины. Вдоль его берегов проложено немало пеших и велосипедных маршрутов. Но особой популярностью пользуется сплав на байдарках. Наиболее интересный участок реки для водного путешествия — от Змиёва до Святогорска. Туристические маршруты на Северском Донце имеют I (низшую) категорию сложности. Рекомендованное время поездок с мая по сентябрь, но самым лучшим временем считается июнь, когда ещё не скошены луга вдоль берегов.
Поросшие лесом и окружённые холмами берега Донца очень живописны, особенно красива Изюмская Лука близ города Изюм и территория Национального природного парка Святые горы. Долина Северского Донца разнообразна, так как обладает яркой асимметрией: правый берег преимущественно крутой, гористый, поросший кустарником или пойменными лесами, а левый низкий, с заливными лугами, озёрами, старицами и болотами.
На Печенежском водохранилище и в других районах расположены санатории и дома отдыха.

## Галерея
- Озеро у истока Северского Донца
- Весеннее половодье
- Весной
- Летом
- Зимой
- Изюмская лука
- Возле Шипиловки
- Возле Шипиловки
- Возле села Мохнач, выше по течению от Змиёва
- Возле Казачьей горы, ниже по течению от Змиёва
- Железнодорожный мост на перегоне Славянск — Лиман
- Автомобильный мост в районе Станицы Луганской в 2016 году
- Мост на автодороге Доброполье — Лиман
- Река в хуторе Богданов
- Река в станице Калитвенской